# Pétrola
Pétrola é um município da Espanha na província de Albacete, comunidade autónoma de Castilla-La Mancha, de área 74,61 km² com população de 873 habitantes (2004) e densidade populacional de 11,73 hab/km².

## Demografia
| Variação demográfica do município entre 1991 e 2004 | Variação demográfica do município entre 1991 e 2004 | Variação demográfica do município entre 1991 e 2004 | Variação demográfica do município entre 1991 e 2004 |
| --------------------------------------------------- | --------------------------------------------------- | --------------------------------------------------- | --------------------------------------------------- |
| 1991                                                | 1996                                                | 2001                                                | 2004                                                |
| 1056                                                | 979                                                 | 932                                                 | 875                                                 |